# Parthenicus knighti
Parthenicus knighti är en insektsart som beskrevs av Henry 1982. Parthenicus knighti ingår i släktet Parthenicus och familjen ängsskinnbaggar. Inga underarter finns listade i Catalogue of Life.